# Willie Cook
Willie Cook, född 11 november 1923 i Tangipahoa, Louisiana, död 22 september 2000 i Stockholm, Sverige, var en amerikansk jazztrumpetare.
Cook växte upp i Chicago och lärde sig spela fiol innan han gick över till trumpet som tonåring. Han anslöt sig till King Perrys band under det sena 1930-talet, och ersatte sedan Charlie Parker i Jay McShanns band tidigt under 1940-talet. Senare uppträdde och spelade han in med artister som Johnny Hartman, Earl Hines, Jimmie Lunceford, Ella Fitzgerald, Dizzy Gillespie, Duke Ellington (1951), B.B. King och Count Basie (1970-talet). Han flyttade till Sverige 1982 efter att ha turnerat i landet.